# Рука Бога (футбол)

Марадона забивает гол рукой

«Рука Бога» (исп. La Mano de Dios, англ. The Hand of God) — один из самых знаменитых футбольных голов в истории, исполненный аргентинцем Диего Марадоной на 51-й минуте четвертьфинального матча чемпионата мира по футболу 22 июня 1986 года против сборной Англии.

## История события

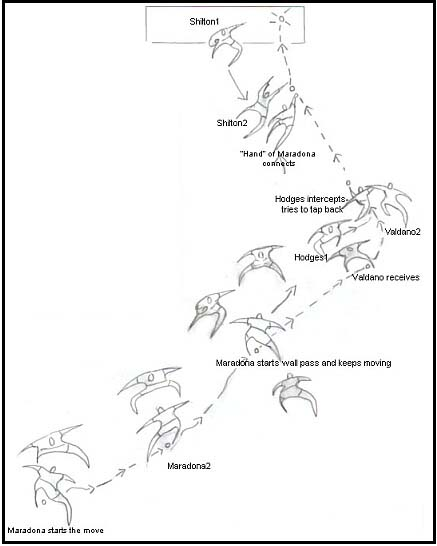
Схема движения Марадоны по полю

Матч состоялся 22 июня 1986 года на стадионе «Ацтека» в Мехико. В начале второго тайма Марадона с мячом продвинулся по центру к линии штрафной, отдал короткий пас на Хорхе Вальдано (игра в стенку) и продолжил движение в сторону ворот. Последовало единоборство между Вальдано и Стивом Ходжем, от ноги английского полузащитника (Диего в этот момент уже был «вне игры» и не мог получить пас от  партнёра; но поскольку мяч попал к нему от соперника, офсайд в соответствии с правилами зафиксирован не был — это нетипичное для футбола обстоятельство отчасти отвлекло внимание судей от игры рукой) мяч по дуге отлетел в центр штрафной, к нему ринулись Шилтон и Марадона, 10-й номер аргентинцев настиг мяч своим левым кулаком и отправил его в ворота.
Рефери из Туниса Али Бин Нассер посчитал, что мяч был забит головой, и, несмотря на возмущение английских игроков, гол был засчитан. Сразу после забитого гола Марадона призвал партнеров активно подключаться к громкому празднованию забитого мяча, чтобы у рефери не возникало сомнений в честном взятии ворот. Через четыре минуты Марадона забил в ворота англичан «гол столетия», чем принёс Аргентине победу со счётом 2:1. (что примечательно, Стив Ходж после матча обменялся с Марадоной футболками)[значимость факта?].
Триумфальное шествие Аргентины по турнирной сетке завершилось завоеванием кубка мира. На послематчевой конференции автор гола заявил, что спорный мяч был забит «отчасти головой Марадоны, а отчасти рукой Бога».
Выступая на телевидении в 2002 году, Марадона назвал гол реваншем Аргентины за поражение в Фолклендской войне. В силу натянутости отношений между странами английская пресса окрестила этот злополучный эпизод «рукой дьявола».

## Инцидент на чемпионате мира 1990
В несколько изменённом виде эпизод с «рукой Бога» повторился на чемпионате мира 1990 года в матче Аргентина — СССР. Марадона, стоя почти на линии ворот, подставил руку под мяч, посланный в ворота аргентинской команды Олегом Кузнецовым. Судья Фредрикссон, стоявший лицом к эпизоду, отказался зафиксировать нарушение правил. Игра продолжилась и завершилась победой Аргентины над деморализованной сборной СССР со счетом 2:0. 
После матча Марадона заявил, что игра рукой была непреднамеренной. 